# NecroVision: Przeklęta kompania
NecroVision: Przeklęta kompania (ang. NecroVision: Lost Company) – gra komputerowa z gatunku first-person shooter stworzona przez polską firmę The Farm 51. Akcja rozgrywa się w trakcie I wojny światowej. Premiera miała miejsce 4 grudnia 2009 roku, w Polsce 19 lutego 2010.
Akcja gry osadzona jest przed akcją poprzedniej części, zatytułowanej NecroVision. Gracz przejmuje kontrolę nad niemieckim żołnierzem. Przeciwnikami są zombie i demony. W jednej misji gracz przejmuje kontrolę nad myśliwcem Halberstadt CL.II oraz czołgiem FT-17.

## Odbiór gry
W serwisie Gry-Online średnia ocen wynosi 8,4/10, zaś w agregatorze recenzji Metacritic – 6,3/10.